# A karácsony szelleme
A karácsony szelleme (A Very Crappy Christmas) South Park című rajzfilmsorozat 65. része (a 4. évad 17. epizódja). Elsőként 2000. december 20-án sugározták az Amerikai Egyesült Államokban.

## Cselekmény
|  | Alább a cselekmény részletei következnek! |

Kyle és Ike néhány nappal karácsony előtt hiába várja egész este Kula bácsit, az nem jön elő a csatornából. Kyle ezért elhatározza, hogy barátaival együtt lemennek őt meglátogatni. Ám elég furcsa látvány fogadja őket, ugyanis Kula bá' megházasodott (a felesége folyton részeg), és született három gyereke. Kula bá'nak családja miatt nincs ideje az embereknek hirdetni a karácsony szellemét. Ezért a fiúk elhatározzák, hogy készítenek egy saját rajzfilmet (ami saját magukról szól), amivel életre kelthetik a karácsony szellemét, és visszaszerezhetik az emberek vásárlókedvét. Ám hamar rájönnek, hogy rajzfilmet készíteni (papírvágásos technikával...) nem is olyan könnyű. Ezért inkább csak felvették a hangját, majd Koreában elkészíttették a rajzfilmet. Amikor a vetítőgép bedöglik, mindenki hazamegy; de végül sikerül megjavítani. Így mindenki megnézte, majd a filmen meghatódva, elment ajándékot vásárolni.

## Kenny halála
Egy épületből kilépve elüti egy autó, mire Stan így reagál: "Belefér, legfeljebb a filmben is meghal".
|  | Itt a vége a cselekmény részletezésének! |

## Érdekességek
- Utalást tesznek rá, hogy Stannek kék szemei vannak.
- A rajzfilm, amit levetítenek, valójában a Jesus vs. Santa c. rövidfilm, amelyet a South Park alkotói készítettek 1995-ben, hasonló körülmények között.
- Az epizódban bemutatják hogyan készültek a pilot részek illetve a legelső epizód.
- Mikor Stan utánozza Cartman hangját ugyanazt a testtartást veszi fel mint Trey Parker miközben alakítja a karakter hangját.
- Ez volt az utolsó South Park epizód, amit Magyarországon az HBO-n sugároztak.

## Bakik
Az epizód vége felé az emelvényen már azelőtt láthatjuk Cartman alakját, mielőtt ténylegesen megérkezett.